# تنوری کردن

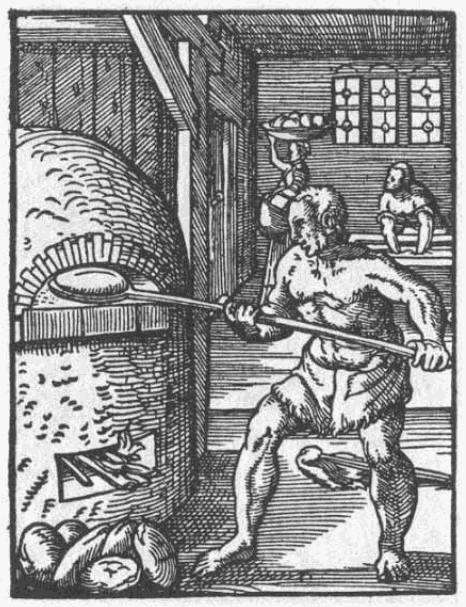
نان پزی در یک نقاشی متعلق به سال ۱۵۶۸ میلادی

تنوری کردن یا در فر پختن (به انگلیسی: baking) روشی از روش‌های متنوع پخت است که بیشتر برای تهیه انواع نان، نان فانتزی، شیرینی و سیب‌زمینی تنوری استفاده می‌شود.
1. استفاده از حرارت خشک
2. استفاده از فر یا تنور
3. برشته و قهوه‌ای رنگ شدن سطوح نان و شیرینی
4. طولانی بودن مدت پخت
5. استفاده از حرارت غیر مستقیم و غیر تابشی
6. استفاده از حرارت پراکنده (حرارت همرفت) در فر، تنور یا سنگ‌های داغ (مثل نان سنگک ایرانی)
7. مناسب برای پختن انواع نانهای سنتی، نان فانتزی، کیک‌ها، کماج‌ها، کلوچه‌ها، شیرینی‌ها، تارت‌ها.
8. مناسب برای تنوری کردن سیب زمینی، سیب، لوبیا و پاستا و انواع دیگری از غذاها مثل پرتزل

فرهای امروزی دارای دو نوع المنت حرارتی هستند، یکی برای نان پزی و شیرینی پزی، که از سامانه انتقال حرارت همرفت و هدایتی برخوردار است و دیگری برای کباب کردن که به سامانه انتقال حرارت تابشی و تشعشعاتی مجهز می‌باشد.